# Пало Пинто (Тексас)
Пало Пинто (енгл. Palo Pinto) насељено је место без административног статуса у америчкој савезној држави Тексас.

## Демографија
По попису из 2010. године број становника је 333.
| Група             | 2000.    | 2010.       |
| Белци             | 0 (0,0%) | 271 (81,4%) |
| Афроамериканци    | 0 (0,0%) | 12 (3,6%)   |
| Азијати           | 0 (0,0%) | 0 (0,0%)    |
| Хиспаноамериканци | 0 (0,0%) | 46 (13,8%)  |
| Укупно            | 0        | 333         |